# Abt

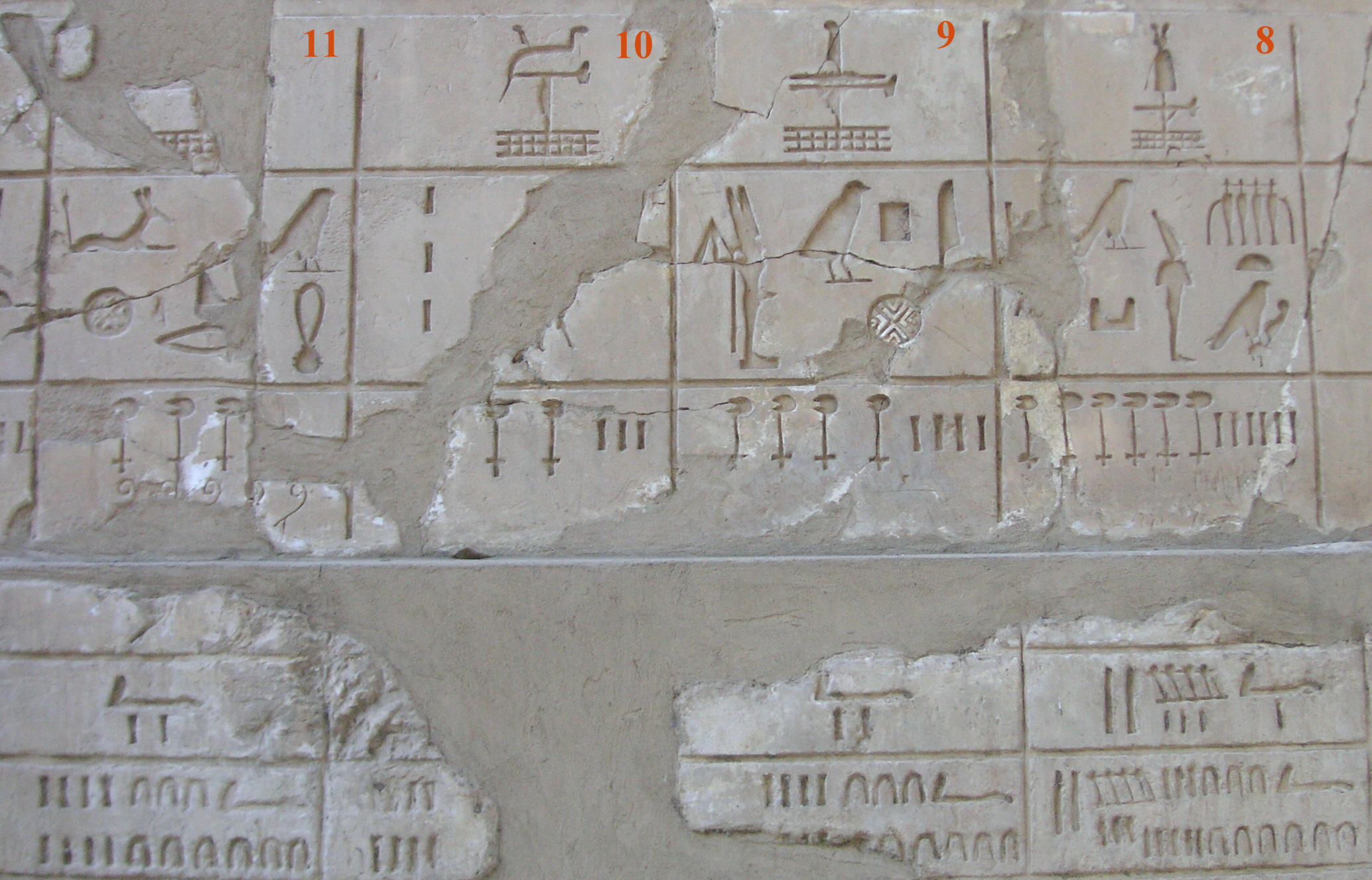
El nomós d'Abt a la Capella Blanca de Senusret I (dreta)

Abt ('La terra gran') fou el nom del nomós VIII de l'Alt Egipte. La capital fou Abdju (Abidos, avui Al-Arabah) i els seus déus eren Khentamentiu, Osiris i Anhur.